# Bingara
Bingara är en ort i Australien. Den ligger i kommunen Gwydir och delstaten New South Wales, i den sydöstra delen av landet, omkring 450 kilometer norr om delstatshuvudstaden Sydney. Antalet invånare är 1 205.
Trakten runt Bingara är nära nog obefolkad, med mindre än två invånare per kvadratkilometer.. Bingara är det största samhället i trakten.
I omgivningarna runt Bingara växer huvudsakligen savannskog. Genomsnittlig årsnederbörd är 823 millimeter. Den regnigaste månaden är januari, med i genomsnitt 137 mm nederbörd, och den torraste är oktober, med 27 mm nederbörd.